# Stosch (Schiff)
Die Stosch war eine Gedeckte Korvette der Bismarck-Klasse, die Ende der 1870er Jahre für die Kaiserliche Marine gebaut wurde. Sie war nach dem königlich preußischen General der Infanterie und Admiral Albrecht von Stosch benannt. Sie war das dritte Schiff der Klasse, zu der fünf weitere Schiffe gehörten.
Die Korvetten der Bismarck-Klasse wurden Anfang der 1870er Jahre im Rahmen eines großen Marinebauprogramms bestellt. Sie sollten als Flottenaufklärer und auf ausgedehnten Einsatzfahrten in überseeischen Interessensgebieten des deutschen Kaiserreichs Dienst tun. Die Kiellegung der Stosch erfolgte im November 1875, im Oktober 1876 fand der Stapellauf statt und im Juni 1878 folgte die Indienststellung. Als Hauptbewaffnung verfügte das Schiff über eine Batterie von zehn bis sechzehn 15-cm-Ringkanonen und dazu über ein vollständiges Segelrigg, um die ebenfalls vorhandene Dampfmaschine auf langen Einsatzfahrten in Übersee zu ergänzen.
Die Stosch absolvierte während ihrer Karriere einen großen Überseeeinsatz. Zunächst diente sie als Flaggschiff des Ostasiatischen Kreuzergeschwaders von 1881 bis 1885, war dann Anfang 1885 kurzzeitig Flaggschiff des Ostafrikanischen Kreuzergeschwaders und wurde danach noch kurzzeitig in westafrikanischen Gewässern eingesetzt, bevor sie Ende 1885 nach Deutschland zurückkehrte. Während dieser vier Jahre im Ausland war sie an der Schlichtung von Kolonialstreitigkeiten im Zuge der Ausdehnung des deutschen Kolonialreichs vor allem in Afrika und im Pazifik beteiligt. Ab Anfang 1886 wurde Stosch umfassend für den Dienst als Ausbildungsschiff für Marinekadetten und Seeleute modernisiert.
Das Schiff diente in dieser Funktion von 1888 bis 1907, lange Zeit auch als Flaggschiff des Schulgeschwaders, wobei sie allerdings weiterhin viele und ausgedehnte Auslandsfahrten unternahm und dabei auch mehrfach zur Wahrnehmung deutscher Interessen in mehr als nur repräsentativer Funktion eingesetzt wurde. Die Auslandsübungsfahrten während dieser Zeit führten das Schiff häufig nach Westindien und ins Mittelmeer, seltener auch nach Südamerika und Westafrika. Weiterhin war das Schiff auch an der Beilegung von Streitigkeiten mit ausländischen Regierungen beteiligt, so unter anderem wegen des Mordes an zwei deutschen Staatsbürgern in Marokko 1895 und während der Venezuela-Krise von 1902 bis 1903. Nach ihrer Stilllegung im April 1907 wurde sie kurzzeitig als Hulk in Kiel eingesetzt, bevor sie im Oktober dieses Jahres zur Verschrottung verkauft wurde.

## Geschichte

### Bau und Indienststellung
Der Kiel für die Stosch wurde im November 1875 bei der AG Vulcan in Stettin unter dem Vertragsnamen „Ersatz Gazelle“ auf Kiel gelegt, da sie als Ersatz für dieses Schiff in den Dienst die Flotte kommen sollte. Sie wurde am 8. Oktober 1876 von Konteradmiral Reinhold Werner, dem Chef der Marinestation der Ostsee, auf den Namen Stosch getauft. Ende November war sie soweit seetüchtig, dass eine Werftbesatzung das Schiff über Swinemünde nach Wilhelmshaven zu den Ausstattungsarbeiten einschließlich der Installation ihrer Waffen bringen konnte. Die Stosch begann am 25. Juni 1879 mit Seeversuchen, die bis zum 11. August andauerten. Anschließend wurde das Schiff zunächst außer Dienst gestellt und der Reserve zugeteilt.

### Erster Einsatz in Übersee

#### Einsatz im Ostasiengeschwader
Die Stosch wurde am 1. April 1881 für einen Einsatz im Fernen Osten unter dem Kommando von Kapitän zur See Louis von Blanc reaktiviert, wo sie als Flaggschiff eines „Überseekreuzergeschwaders“ in der Region dienen sollte. Zu dieser Zeit hatte Albrecht von Stosch, als Chef der Admiralität, einen Plan umgesetzt, wonach die deutschen Kolonien durch Kanonenboote geschützt und größere Kriegsschiffe in der Regel in Reserve gehalten bzw. einige einem „fliegenden Geschwader“ zugewiesen werden sollten, das schnell auf lokale Krisen reagieren können sollte.
Die Stosch verließ Deutschland am 15. April, umrundete das Kap der Guten Hoffnung und erreichte am 18. Juli Batavia in Niederländisch-Indien, wo sie auf das frühere Flaggschiff des Geschwaders, die Korvette Freya, traf. Die Stosch traf dann in Tschifu den Rest des Geschwaders, das aus der Korvette Hertha und den Kanonenbooten Iltis und Wolf bestand. Nach der Kommandoübernahme durch Blanc über das Kreuzergeschwader und einigen Seeübungen besuchte die Stosch allein einige japanische Häfen und ging dann nach Hongkong.
Die Admiralität legte in der Zwischenzeit fest, dass ein Geschwaderkommandeur nicht gleichzeitig auch noch die Funktion eines Schiffskapitäns innehaben sollte, und so befahl Blanc, dass die Flaggschiffe des Geschwaders separate Schiffsführer erhalten sollten. Folgerichtig kam Korvettenkapitän Glomsda von Buchholtz am 8. Januar 1882 an Bord des Schiffes, um diese Funktion zu übernehmen. Die Stosch begann dann eine Kreuzfahrt im Südchinesischen Meer und in der Sulusee. Diese Reise beinhaltete auch einen Stopp auf der Insel Jolo, wo Blanc ein Handelsabkommen mit dem Sultan der Sulu-Inseln, Badarud-Din II., aushandelte. Das Geschwader versammelte sich dann Mitte Juni erneut in Tschifu. Am 16. Juni segelten Stosch und Wolf mit einer diplomatischen Delegation, unter anderem mit dem deutschen Gesandten in China, Max von Brandt, nach Chemulpo, um den ersten deutsch-koreanischen Handelsvertrag, damals mit der Joseon-Dynastie, auszuhandeln. Nach kurzem erneuten Stop in Tschifu ging die Stosch weiter nach Hakodate, wo die Korvette Elisabeth als Ersatz für die Hertha eingetroffen war. Am 25. September begannen Stosch und Wolf eine Erkundung des Flusses Peiho und brachten Max von Brandt nach Tientsin, von wo aus er über Land nach Peking zurück reisen sollte. Am 29. Dezember 1882 setzte sie, gemeinsam mit der Elisabeth, im sogenannten „Pfannenkrieg von Amoy“ ein Landungskorps im chinesischen Hafen Amoy aus und beschlagnahmte einen Posten Zuckersiedepfannen, die die chinesischen Behörden, im Zuge von Zollstreitigkeiten, ihrerseits bei einem deutschen Kaufmann konfisziert hatten.
Am 6. März 1883 besuchte die Stosch, zum Teil im Verband mit anderen Geschwadermitgliedern, weitere ostasiatische Häfen und ging im Juni des Jahres zu einer fünfmonatigen Überholung nach Hongkong. Inzwischen hatte Konteradmiral Max von der Goltz am 26. August die Geschwaderführung von Blanc übernommen. Mit Abschluss der Reparaturarbeiten am 4. November nahm die Stosch einen Besatzungsaustausch mit der Ersatzmannschaft, die mit der Stein eingetroffen war, vor. Die Stosch begann dann eine weitere Reise in der Region, bis am 4. März 1884 Kapitän zu See Karl Paschen eintraf, um von der Goltz abzulösen. Während das übrige Geschwader mit anderen ausländischen Kriegsschiffen, unter anderem auch mit dem kurzzeitig zum Geschwader kommandierten österreichisch-ungarischen Kanonenboot Albatros, vorsorglich wegen Unruhen vor Shanghai ankerte, ging die Stosch für den Urlaub der Besatzung nach Japan, musste aber schon kurz darauf ebenfalls nach Shanghai gehen, um deutsche Staatsangehörige in der Stadt zu schützen. Im Januar 1885 reiste die Korvette als Reaktion auf Unruhen erneut nach Chemulpo, erhielt aber schon im Februar den Befehl, in ostafrikanische Gewässer zu segeln, um dort als Flaggschiff eines neuen Kreuzergeschwaders zu dienen. Das ostasiatische Geschwader wurde dementsprechend aufgelöst, da nur noch die zwei Kanonenboote Wolf und Nautilus auf der Station verblieben.

#### Einsatz vor Afrika
Am 1. März 1885 verließ die Stosch Chemulpo, erhielt aber bei einem erneuten Aufenthalt in Hongkong den geänderten Befehl, nach Australien zu gehen, um Streitigkeiten zwischen Deutschland und dem Vereinigten Königreich über den deutschen Erwerb von Kolonien im Bismarck-Archipel und im Kaiser-Wilhelms-Land notfalls auch mit Gewalt beizulegen. Am 11. April erreichte das Schiff Sydney, wo sie die Nachricht erhielt, dass die Korvette Marie vor Neu-Mecklenburg gestrandet war. Die Stosch reiste dorthin und schleppte das havarierte Schiff zur Reparatur nach Sydney zurück. Als die Schiffe am 6. Mai in Sydney ankamen, hatte sich die politische Situation beruhigt und die Stosch konnte zu ihrem ursprünglichen Auftrag zurückkehren. Am 5. Juli traf sie in Port Louis auf Mauritius ein, wo sie andere Mitglieder eines neu aufzustellenden Geschwaders erwartete. Innerhalb weniger Tage trafen ihr Schwesterschiff Gneisenau, die Korvetten Elisabeth und Prinz Adalbert und das gecharterte Dampfschiff Ehrenfels an. Der erste Einsatz für das neue Geschwader war die Suche nach der im Golf von Aden verschollenen Korvette Augusta. Die Suche begann um die Malediven und den Chagos-Archipel, das vermisste Schiff wurde allerdings nicht aufgefunden.
Zu diesem Zeitpunkt war Deutschland in den Wettlauf um Afrika eingetreten und hatte bereits in Südwestafrika, Kamerun und Togo Schutzgebiete eingerichtet. Das Geschwader wurde nun nach Sansibar geschickt, um auch für Ostafrika deutsche „Schutzverträge“ in diesem Fall gegen den Sultan von Sansibar, Barghasch ibn Said, der das ostafrikanische Küstenland als Herrschaftsgebiet beanspruchte, durchzusetzen.
Am 7. Juli verließ das Geschwader Port Louis in Richtung Sansibar. Unterwegs erlitt der Kommandant der Stosch, Kapitän zur See Hans Georg von Nostitz (* 1840), ehemaliger Kommandant der Hohenzollern, einen Herzinfarkt und starb. Korvettenkapitän Geissler, zuvor 1. Offizier auf der Prinz Adalbert, übernahm daraufhin das Kommando auf dem Schiff, bis Nostitz’ Nachfolger, Kapitän zur See Otto von Diederichs, am 8. September eintraf.
Bis zum 17. August, als Konteradmiral Eduard Knorr mit ihrem Schwesterschiff Bismarck als neuer Geschwaderchef vor Sansibar eintraf, war die Stosch unter Kommodore Paschen Flaggschiff des Geschwaders. Hiernach wurde Paschen beauftragt, ein neues Geschwader zu bilden, das aus Stosch, Prinz Adalbert und Gneisenau bestehen sollte, um die Kolonien in Westafrika zu sichern.
Nach Abschluss des Einsatzes dort und der Auflösung des Geschwaders im Dezember kehrte die Stosch nach Deutschland zurück und wurde wegen umfassender Modernisierungsarbeiten außer Dienst gestellt, bei der neue Kessel installiert und die alten 15-cm-Kanonen durch neue Schnellfeuergeschütze ersetzt wurden. Das Schiff wurde dann der Reserve zugeteilt und der Liste der Trainingsschiffe zugeordnet.

### Schulschiff
Die Stosch wurde am 20. September 1888 als Flaggschiff des Schulgeschwaders wieder in Dienst gestellt und ersetzte die Stein in dieser Rolle. Zu dieser Zeit wurde das Geschwader von Konteradmiral Friedrich von Hollmann kommandiert und umfasst unter anderem auch die Schwesterschiffe Gneisenau und Moltke.
Die Winterausbildungsfahrt 1888 ging ab dem 29. September ins Mittelmeer. Nach der Teilnahme an den Feierlichkeiten zum 25. Thronjubiläum von König Georg I. von Griechenland vom 27. Oktober bis 5. November in Piräus erfolgten anschließend Besuche in Häfen des Osmanischen Reiches. Während die Stosch in Smyrna war, besuchten Hollmann und seine Mitarbeiter eine Audienz bei Sultan Abdul Hamid II. Nach Besuchen in Ägypten wurde die Reise am 16. April 1889 in Wilhelmshaven beendet und die Stosch am 27. April außer Dienst gestellt.
Es folgten die jährlichen Flottenmanöver im August und September sowie ab dem 3. Oktober 1889 die Winterausbildungsfahrt, diesmal nach Westindien und Venezuela. In der Karibik traf das deutsche Geschwader auf das französische Geschwader für Westindien für einen formellen Besuch zwischen den Kommandeuren. Auf dem Rückweg nach Deutschland hielt sich das Geschwader vom 22. Mai bis 21. Juni 1890 in britischen Gewässern auf, da es zu dieser Zeit mit Wilhelm II. an Bord des Avisos Blitz an der Cowes-Regatta teilnahm.
1891 wurde die Stosch für den Einsatz als Wachschiff in Kiel reaktiviert. Im Sommer des Jahres besuchte sie erneut die Cowes-Regatta und dann Leith und Bergen, bevor sie am 5. August nach Kiel zurückkehrte. Eine Übungsfahrt in der westlichen Ostsee und die Teilnahme an den jährlichen Flottenübungen ab dem 28. August schlossen sich an. Nach Abschluss der Manöver wurde sie am 24. September in Kiel wieder außer Dienst gestellt. Sie verbrachte das folgende Jahr auf ähnliche Weise und absolvierte 1893 eine große Überseetrainingsfahrt, um Marinekadetten auszubilden. In diesem Jahr nahm sie als Teil der III. Division an den jährlichen Manövern teil. Nach den Manövern wurde sie einer Überholung unterzogen, bevor sie am 8. Oktober eine weitere große Kreuzfahrt nach Westindien unternahm. Die Stosch kehrte am 29. März 1894 nach Kiel zurück und absolvierte die erneute Teilnahme an den jährlichen Flottenmanövern im August und September, wiederum als Teil der III. Division. Eine weitere Fahrt nach Westindien begann am 13. Oktober und endete am 26. März 1895 in Kiel. In diesem Jahr begann sie, neben Kadetten auch Schiffsjungen auszubilden, zunächst in deutschen Gewässern. Am 21. Juni 1895 nahm das Schiff an der Zeremonie zur Eröffnung des Kaiser-Wilhelm-Kanals teil.
Der Ausbildungsdienst der Stosch wurde am 29. Juni unterbrochen, als sie zusammen mit dem Küstenpanzerschiff Hagen, dem geschützten Kreuzer Kaiserin Augusta und der Marie als Reaktion auf den Mord an zwei deutschen Staatsbürgern nach Marokko geschickt wurde. Die Schiffe kamen am 10. Juli an, um eine Entschädigung für die Morde zu erreichen, die sie bis zum 4. August erhielten und nach Deutschland zurückkehren konnten. Pünktlich zu den Flottenübungen in diesem Jahr traf die Stosch am 13. August in Wilhelmshaven ein. Die Überseetrainingsfahrt begann am 2. Oktober und ging erneut nach Westindien. Dort verblieb die Stosch vom 20. bis 23. Dezember in Port-au-Prince als Reaktion auf die Unruhen, die deutsche Staatsbürger in der Stadt bedrohten. Mitte Januar 1896 ging das Schiff weiter nach Key West, bevor es sich Stein und Gneisenau in Havanna anschloss. Die drei Schiffe fuhren anschließend nach Venezuela und traten dann die Rückreise an, auf der sie sich in Rotterdam anhielten, wo sie von Königin Emma empfangen wurden. Die Schiffe kamen am 18. März in Kiel an. Vom 8. bis 11. Juli besuchten Stosch und Stein Sankt Petersburg, wo Zar Nikolaus II. die Offiziere beider Schiffe empfing.
1896 nahm die Stosch erneut an den Flottenmanövern der III. Division teil und begann danach ab dem 26. September die Wintertrainingsfahrt, die in diesem Jahr ins Mittelmeer führte. Nach Besuchen in Häfen der Levante kehrte das Schiff am 25. März 1897 nach Deutschland zurück. Nach einer weiteren Überholung absolvierte das Schiff erneut ab dem 5. April 1898 die normale Routine aus Trainingsübungen, Flottenmanövern im August und September und der Wintertrainingsfahrt nach Westindien und ins Mittelmeer. In Tanger übten Stosch und Charlotte erneut Druck auf die marokkanische Regierung wegen der Entschädigung für die beiden Morde von 1895 aus. Am 30. Januar 1899 besuchten beide Schiffe Oran und waren damit die ersten deutschen Kriegsschiffe, die nach dem Deutsch-Französischen Krieg von 1870/71 wieder einen französischen Hafen anliefen. Zum Zeitpunkt der Rückkehr nach Deutschland am 22. März 1899 hatte die Marine den Trainingsplan geändert. Anstatt die Überseeübungsfahrt in den Wintermonaten durchzuführen, sollte diese nun im Sommer stattfinden. Nach einer kurzen Ausbildungszeit in der Ostsee begann die Stosch also am 2. Juli 1899 mit einer weiteren Überseefahrt nach Westindien. Im November 1899, während der bewaffneten Erhebung Cipriano Castros gegen den bisherigen Präsidenten Ignacio Andrade in Venezuela, löste die Stosch unter Kapitän zur See Alfred Ehrlich die Kreuzerkorvette Nixe vor dem venezolanischen Hafen Puerto Cabello ab, um deutsche Staatsbürger und Interessen dort zu schützen, griff aber bei der Beschießung und Eroberung der Stadt durch Castros Truppen nicht ein. Der Einsatz endete am 12. März 1900. Es folgten Besuche in norwegischen, britischen und niederländischen Häfen zwischen dem 11. August und dem 20. September und zwei Fahrten ins Mittelmeer vom 20. September 1900 bis zum 18. März 1901 und vom 1. August 1901 bis zum 19. März 1902.
Später im Jahr wurden Übungen in der Ostsee vom 6. Juni bis zum 29. Juli, gefolgt von Besuchen in Kopenhagen und Oslo, abgehalten. Über Vigo erfolgte eine erneute Wintertrainingsfahrt nach Westindien. Am 25. November kam das Schiff in Venezuela an und trat der Ostamerikanischen Kreuzerdivision unter Kommodore Georg Scheder auf dem Großen Kreuzer Vineta bei, die wegen der Blockade während der Venezuela-Krise vor Ort war. Ihre Tätigkeit der Stosch war allerdings auf den Transfer des deutschen Botschafters von La Guaira nach Curaçao beschränkt. Am 29. Januar 1903 verließ die Stosch das Geschwader und erreichte Kiel am 20. März. Am 19. Mai startete eine erneute Übungsfahrt in Ost- und Nordsee, die Stopps in Libau und Bergen, wo Wilhelm II. das Schiff besuchte, beinhaltete. Eine anschließende Fahrt nach Südamerika bis nach Bahia in Brasilien endete am 16. März 1904. Eine weitere Kreuzfahrt ins Mittelmeer mit Stopps in Stockholm und Bergen schloss sich ab dem 16. Juli an. Nach einem weiteren Stopp in Ceuta lief die Stosch Konstantinopel an, wo ihr Kommandant von Sultan Abdul Hamid II. empfangen wurde. Am 18. März 1905 erreichte sie Kiel.
Am 18. Juli 1905 startete das Schiff eine weitere Trainingsfahrt, diesmal in westafrikanische Gewässer, wo sie am Cap Blanc hydrografische Untersuchungen durchführte. Bei diesem Einsatz lief sie am 16. September auf Grund und musste von einem britischen Dampfer befreit werden. Am 23. Oktober wurde das Schiff in Ceuta überholt. Erst am 20. Januar 1906 konnte das Schiff seine Fahrt ins Mittelmeer fortsetzen. Die Stosch kam am 17. März nach Kiel für den üblichen Trainingszyklus für das Jahr, der am 31. März startete, zurück.

### Verbleib
Es folgte eine letzte Trainingsfahrt ins Mittelmeer, die am 16. März 1907 endete. Anschließend wurde das Schiff am 3. April in Kiel außer Dienst gestellt und am 27. Mai 1907 aus der Liste der Kriegsschiffe gestrichen. Sie wurde kurzzeitig als Hulk auf der Kaiserlichen Werft in Kiel eingesetzt und dann im Oktober 1907 an eine niederländische Firma zum Abwracken verkauft.

## Kommandanten
| April 1881 bis Januar 1882                          | Kapitän zur See Louis von Blanc                                           |
| Januar 1882 bis November 1883                       | Korvettenkapitän/Kapitän zur See Eugen Glomsda von Buchholtz              |
| November 1883 bis August 1885 (†)                   | Kapitän zur See Hans Georg von Nostitz                                    |
| August bis September 1885                           | Korvettenkapitän mit Oberstleutnantsrang Richard Geissler in Vertretung   |
| September bis Dezember 1885                         | Kapitän zur See Otto von Diederichs                                       |
| ab Dezember 1885 für die Heimreise nach Deutschland | Kapitän zur See Franz Junge                                               |
| 20. September 1888 bis 27. April 1889               | Kapitän zur See Franz Junge                                               |
| 7. April bis 24. September 1891                     | Kapitän zur See Otto Diederichsen                                         |
| 1. April bis 19. September 1892                     | Kapitän zur See Rudolf Rittmeyer                                          |
| 2. Mai 1893 bis 20. April 1894                      | Kapitän zur See Rudolf Rittmeyer                                          |
| April bis Juli 1894                                 | Kapitän zur See Oskar von Schuckmann                                      |
| Juli 1894 bis September 1895                        | Kapitän zur See Hugo von Schuckmann                                       |
| September 1895 bis 22. April 1897                   | Kapitän zur See August Carl Thiele                                        |
| April bis August 1898                               | Kapitän zur See Curt von Maltzahn                                         |
| 27. August 1898 bis April 1901                      | Korvettenkapitän mit Oberstleutnantsrang / Kapitän zur See Alfred Ehrlich |
| April 1901 bis April 1903                           | Fregattenkapitän / Kapitän zur See Georg Janke                            |
| April 1903 bis März 1904                            | Kapitän zur See Otto Mandt                                                |
| März 1904 bis März 1906                             | Fregattenkapitän / Kapitän zur See Hartwig von Dassel                     |
| März 1906 bis April 1907                            | Kapitän zur See Franz von Holleben                                        |